# Necropolis - La città dei morti
Necropolis - La città dei morti (As Above, So Below) è un film del 2014 diretto da John Erick Dowdle.
Film horror statunitense girato in stile falso documentario.

## Trama
(Scarlett)
Scarlett Marlowe è una giovane studiosa di archeologia urbana, insegnante della University College di Londra, impegnata nella ricerca della leggendaria pietra filosofale di Nicolas Flamel, "hobby" trasmesso dal padre, suicidatosi molti anni prima, gesto che ha avallato l'opinione poco dignitosa che la comunità scientifica aveva sull'uomo, che aveva trascorso la maggior parte della propria vita alla ricerca della pietra. Per trovarla si avventura prima in un sotterraneo in Iran, entrando illegalmente nel paese e nel sito archeologico, dove trova la Chiave Rosa, una specie di Stele di Rosetta tra il simbolismo dell'alchimia e l'aramaico. Scarlett trova il manufatto in una grotta destinata alla demolizione, ma dopo aver visto una visione di un impiccato, la demolizione inizia e lei riesce a scappare per un pelo.
Scarlett si reca a Parigi e arruola il suo ex amante George e il suo cameraman Benji. Usando i codici della chiave, risolvono un enigma sulla lapide di Flamel e ottengono coordinate che puntano alle Catacombe. Scarlett cerca di raggiungere il luogo durante un tour ufficiale, ma è vietato. Allora, uno sconosciuto dice loro che una guida chiamata Papillon li aiuterà se lo trovano in un club vicino. Scarlett recluta quindi Papillon, la sua ragazza Souxie e il suo amico Zed.
Papillon porta il gruppo a un ingresso vietato. George inizialmente si rifiuta di entrare, ma quando un poliziotto assale Papillon, il gruppo scappa nelle caverne e quest'ultimo copre l'entrata con un fumogeno. Addentrandosi nelle catacombe, incontrano cultiste che cantano, inclusa una donna che hanno visto al club. Mentre il gruppo striscia attraverso uno stretto tunnel, questo crolla, intrappolandoli e costringendoli ad andare avanti. Il gruppo trova un tunnel bloccato, ma Papillion spiega che le persone che attraversano quel tunnel scompaiono: il suo amico La Taupe (cioè "La Talpa") è tra i dispersi. Cerca dunque di prendere una strada diversa, ma il gruppo in qualche modo pare aver girato in tondo e si ritrovano al medesimo tunnel bloccato, decidendo di sfondarne la copertura e procedere.
All'interno, il gruppo incontra La Taupe che, sotto forma di spirito, dice loro che andare più in basso è l'unica via d'uscita. Conduce quindi il gruppo in una stanza dove, risolto un indovinello, scoprono la tomba con il cadavere di un templare rimasto intatto, un tumulo di tesori e la pietra filosofale. Dopo aver preso la pietra, Papillon e Zed nel tentativo di aprire il tesoro fanno scattare una trappola che fa crollare la stanza. La Taupe sembra sparire sotto le macerie, mentre Souxie e altri membri del gruppo si feriscono.
Usando la pietra filosofale, Scarlett guarisce magicamente la ferita sul braccio di Souxie. Trovano un disegno della porta alchemica sul soffitto insieme a una stella di David gnostica, che simboleggia "Come in alto, così in basso", che rivela un'apertura nascosta nel pavimento. Scendendo, trovano un tunnel contrassegnato dalla frase "Lasciate ogni speranza voi ch'entrate" in greco, identica alla scritta all'ingresso dell'Inferno di Dante.
Dall'altra parte del tunnel, il gruppo si ritrova nella stessa stanza ma riflessa, dove in qualche modo un sosia di La Taupe siede in un angolo. Souxie gli si avvicina per calmarlo, ma questo la assale con violenza, uccidendola, e poi scompare. Il gruppo scende più in profondità calandosi con delle corde ma Benji viene spinto proprio da una delle cultista, morendo sul colpo. Papillon scopre e viene risucchiato in un'auto in fiamme con all'interno un'apparizione di suo fratello, che assomiglia proprio allo sconosciuto del club che aveva detto a Scarlett di trovare Papillon. L'auto implode e seppellisce Papillon nel pavimento, dal quale escono solo le sue gambe. Scarlett, George e Zed lo abbandonano, non potendolo salvare, e vanno avanti e vedono apparizioni di spiriti e demoni terrificanti: George vede il pavimento diventare acqua e il suo fratellino annegare, mentre Zed un bambino quasi sfigurato. Si ritrovano in una stanza buia dove vi è posta una sedia vuota. Improvvisamente appare una figura misteriosa, coperta da una toga e un cappuccio e che inizia a volare, spaventando il gruppo che si rifugia dietro un pilastro decorato con dei gargoyle. Questi prendono vita e uno attacca George alla gola, staccandogliene un pezzo. Scarlett cerca di curare la ferita con la pietra filosofale, ma non ci riesce, rendendosi conto di aver rubato una pietra falsa e di dover riportarla al suo posto originale per trovare la vera pietra e guarire George.
Scarlett ripercorre le catacombe, scoprendo che l'acqua che prima riempiva il pavimento è divenuta sangue dal quale sbucano numerose mani e facce mostruose. Quando rimette la pietra nell'incavo, vede uno specchio e si rende conto che la vera pietra filosofale è dentro di lei: il potere della pietra filosofale consiste nel credere nella pietra, nel credere in se stessi e credere in Dio. Mentre torna da George e Zed, vede lo stesso impiccato che ha visto in Iran e lo riconosce come suo padre. Si scusa per aver ignorato la sua telefonata poco prima che si suicidasse e suo padre scompare. Scarlett torna quindi da George, guarendolo con un bacio. Inseguiti dai demoni, i tre sopravvissuti sono messi alle strette davanti a un buco estremamente profondo. Scarlett spiega che devono saltare dentro e confessare i loro peccati passati per scappare vivi. George confessa di non essere riuscito a salvare suo fratello dall'annegamento e Zed confessa di avere un figlio che si è rifiutato di riconoscere. 
Saltano nel buco e sopravvivono fortunatamente. Trovano una pietra sul pavimento, che si rivela essere un tombino. I tre riescono ad aprirlo e scoprono che al di fuori si nasconde Parigi stessa ma capovolta. Usciti dalle catacombe, mentre Scarlett e George si abbracciano, Zed si allontana, finalmente al sicuro. In un registro finale, Scarlett dice che non ha mai cercato un tesoro, solo la verità.

## Produzione
Il film è stato girato nelle catacombe di Parigi, grazie a uno speciale permesso rilasciato dalle autorità francesi. È stato il primo film ad avere tale autorizzazione.

## Distribuzione
Il trailer in inglese venne distribuito il 25 aprile 2014 e quello in italiano il 4 giugno 2014. Il film è uscito nelle sale statunitensi dal 29 agosto 2014 e in quelle italiane dall’11 settembre 2014.

## Accoglienza

### Incassi
Il film ha incassato 21.321.100 dollari negli Stati Uniti e $ 20.577.309 nel resto del mondo, per un totale di $ 41.898.409. di fronte ad un budget di soli 5 milioni di dollari.

### Critica
Il film ha ricevuto dalla critica delle pessime recensioni. Sul sito di recensioni Rotten Tomatoes il film ha una valutazione del 25% con un voto medio di 4,4 su 10, basato su 73 recensioni; su Metacritic ha un punteggio del 38 su 100, basato su 23 recensioni, che indicano il film come "Recensioni generalmente sfavorevoli".